# Slaget vid Sommarö
Slaget vid Sommarö utkämpades den 8-9 juli 1942 mellan Sovjetunionen och Finland understött av Tyskland. Det räknas som det största slaget som den finska flottan deltagit i.

## Fotnoter
1. ↑  Patrullbåtarna avser både patrullbåt typ MO-båt och motortorpedbåt typ TKA-båt.